# Azalaïs d’Arbaud
Azalaïs d'Arbaud (auch: Azalaïs Martin oder La Felibresso dóu Cauloun; * 20. Juni 1834 in Cavaillon; † 12. September 1917 ebenda) war eine französische Dichterin okzitanischer Sprache.

## Leben und Werk
Azalaïs Martin wurde 1834 geboren, gab aber ein Leben lang vor, 1844 geboren zu sein, um sich zu verjüngen, was dazu führte, dass heute immer noch viele Angaben (auch offizielle) falsch sind. Als Tochter des begeisterten Felibers Valère-Martin begann sie in den 1850er Jahren mit dem Dichten in okzitanischer Sprache und veröffentlichte 1863 den Gedichtband Lis Amouro de Ribas. 1868 heiratete sie Félix d’Arbaud und brachte 1874 den Schriftsteller Joseph d’Arbaud zur Welt. Sie war in den Kreisen um Frédéric Mistral als "Felibresso dóu Cauloun" bekannt, publizierte aber nichts mehr.
In Avignon trägt die Straße Rue Azalaïs Martin ihren Namen.

## Werke (Auswahl)
- Lis Amouro de Ribas. Roumanille, Avignon 1863. (« Die Maulbeeren am Bachufer », 311 Seiten + mit langem Vorwort)